# Cosmos 801
Cosmos 801 (en cirílico, Космос 801) fue un satélite artificial militar soviético perteneciente a la clase de satélites DS (tipo DS-P1-I) y lanzado el 5 de febrero de 1976 mediante un cohete Kosmos-2I desde el cosmódromo de Plesetsk.

## Objetivos
Cosmos 801 fue parte de una red de satélites militares utilizados para calibrar y mejorar el sistema de detección antimisiles balísticos soviético.

## Características
El satélite tenía una masa de 400 kg, forma dodecaédrica y la alimentación eléctrica era proporcionada por células solares situadas en su superficie. Reentró en la atmósfera el 5 de enero de 1978. El satélite fue inyectado en una órbita con un perigeo de 268 km y un apogeo de 796 km, con una inclinación orbital de 71 grados y un período de 95,53minutos.